# 平克尼維爾 (密西西比州)
平克尼維爾（英語：Pinckneyville）是位於美國密西西比州威爾金森縣的非建制地區。

## 歷史
平克尼維爾的郵局於1806年設立，1849年停運又於1886年重開，最終於1974年倒閉。

## 地理
平克尼維爾所處的海拔為高於海平面75米（即239英呎），而該地所採用的時區為UTC-6，即北美中部時區（CST）。同時該地設有夏令時間，為UTC-6調快一小時，即UTC-5（CDT）。